# Municipio de Barrett (condado de Perkins)
El municipio de Barrett (en inglés: Barrett Township) es un municipio ubicado en el condado de Perkins en el estado estadounidense de Dakota del Sur. En el año 2010 tenía una población de 13 habitantes y una densidad poblacional de 0,14 personas por km².

## Geografía
El municipio de Barrett se encuentra ubicado en las coordenadas 45°46′53″N 102°30′22″O / 45.78139, -102.50611. Según la Oficina del Censo de los Estados Unidos, el municipio tiene una superficie total de 93.42 km², de la cual 92,97 km² corresponden a tierra firme y (0,48 %) 0,45 km² es agua.

## Demografía
Según el censo de 2010, había 13 personas residiendo en el municipio de Barrett. La densidad de población era de 0,14 hab./km². De los 13 habitantes, el municipio de Barrett estaba compuesto por el 100 % blancos. Del total de la población el 0 % eran hispanos o latinos de cualquier raza.